# Revere
Revere (Révar in dialetto basso mantovano) è un municipio di 2 504 abitanti di Borgo Mantovano in provincia di Mantova, comune del quale costituisce anche la sede comunale. 
Ha costituito un comune autonomo fino al 2017, quando è confluito nel nuovo comune a seguito della fusione con Pieve di Coriano e Villa Poma.
Il paese, di origine medievale, sorge presso la riva destra del fiume Po, di fronte a Ostiglia. Il territorio produceva cereali, canapa e lino.

## Origini del nome
Il nome di Revere deriva dal latino riperium, isolotto sul Po.

## Geografia fisica
Revere sorge in Pianura Padana, sulla riva destra del fiume Po ad un'altezza di 16 metri sul livello del mare. 

## Geografia antropica
Il municipio di Revere comprende la frazione di Zello in cui sorge la chiesetta di San Biagio di origine romanica risalente al 1219. 

## Storia

### Epoca preromana
In epoca preromana e già dall'età del bronzo i dintorni di Revere furono abitati dai primi insediamenti grazie alla vicinanza del fiume Po.  
Molti sono i ritrovamenti che ci raccontano la presenza di abitati di epoca romana, soprattutto nella località di Nogarazza. Revere, inoltre, era attraversata dalla Via Claudia Augusta e il vicino paese di Ostiglia (Hostilia) fu in epoca romana un centro importantissimo di scambio e commercio.

### L’isola di Revere nel Medioevo
Nei secoli scorsi Revere fu un’isola del fiume Po, in quanto il Grande Fiume non aveva argini e formò diverse isole nella pianura paludosa. Questo spiega l’origine del nome che appunto deriva da Refere, Riperiume, poi divenuto Revere.
Nel Medioevo la più antica citazione del nome Refere (Revere) si trova in una carta dell'818 che menziona "in curte domini regis in Refere".
Nel 1001 Matilde di Canossa devolve alla Chiesa, quindi al Vescovo di Mantova, le terre reveresi di sua proprietà.
Dai documenti emersi negli archivi, la storia di Revere parte nel 1125 quando i Modenesi e i Reggiani decisero di costruire una fortezza, in quanto l'Isola di Revere era un luogo di passaggio sul fiume, posizione strategica per riscuotere il dazio per il transito delle merci.
Nonostante la fortificazione, a difesa delle rive del Po dagli attacchi dei mantovani, Revere fu espugnata da questi e nel 1163 i Mantovani si impadronirono della fortezza sottraendola ai loro rivali emiliani.

### I Gonzaga a Revere
Dal 1332 Revere passò a far parte dei territori dei Gonzaga e nel 1377 la potente famiglia mantovana edificò una fortezza come sede decentrata della propria amministrazione. 
Dal 1444 al 1478 per opera di Luca Fancelli fu edificato il Palazzo Ducale che comportò la trasformazione del castello già esistente. La torre campanaria, sita davanti al palazzo, è la testimonianza di un sistema fortificato risalente al secolo XII che faceva parte dell'antica fortezza costruita nel 1125.
La famiglia Gonzaga pur attraversando momenti di saccheggio (nel 1628 la zona fu saccheggiata) ebbe il controllo di Revere fino al 1707.

### Il dominio Austriaco e Francese
Dopo la caduta dei Gonzaga (1707) per la sua posizione strategica, Revere fu soggetto a scontri e guerre e durante il Settecento e l'Ottocento fu conteso tra gli Austriaci e i Francesi. 
Nel 1707 il mantovano passò agli Austriaci. Dal 1740 al 1748 sotto il dominio di Maria Teresa d'Austria il territorio fu diviso in circoscrizioni e Revere fu collocato nell’ottava circoscrizione.
Con Napoleone Bonaparte nel 1797 iniziò il dominio francese e il mantovano venne nuovamente organizzato in dipartimenti e Revere, con il suo territorio, passò al dipartimento del Panaro fino al 1802, anno in cui venne fondato il Dipartimento del Mincio.
Con il Congresso di Vienna (1814-1815) l’Italia fu divisa in sette stati e il mantovano ritornò sotto la dominazione degli austriaci che modificarono nuovamente il territorio. 
Fino al fine del Settecento e inizi del Ottocento,  Revere era formato da diverse località, alcune oggi divenute comuni per volontà dei governatori tedeschi del Regno Lombardo Veneto.  Revere rimase annesso al Regno Lombardo-Veneto fino al 1866, anno in cui passò al Regno d’Italia.

### Il Novecento
Revere trovandosi in un punto strategico e suIl'antica via Modena-Verona, da sempre punto di attraversamento del Po, vide la costruzione del ponte sul Po tra Ostiglia e Revere nel 1911. Attuale ponte della Strada Statale 12. 
Durante la seconda guerra mondiale il suo territorio subì trentadue bombardamenti aerei da parte degli angloamericani e anche il ponte sul Po venne distrutto. Durante l'offensiva di primavera, il 24 aprile 1945, Revere fu liberata dall'occupazione tedesca dalla 88º fanteria americana. 

Territorio dell'antico comune di Revere nella provincia di Mantova

#### La fusione dei comuni di Pieve di Coriano, Revere e Villa Poma
Il 22 ottobre 2017, in concomitanza con il referendum regionale sull'autonomia, si svolse un referendum per la fusione tra i tre comuni mantovani (Revere, Pieve di Coriano e Villa Poma) a cui si espresse favorevolmente il 56,58% dei votanti. In occasione del referendum gli elettori hanno potuto scegliere anche la denominazione del nuovo comune, scegliendo fra le tre proposte di Borgo Mantovano, Borgoltrepò oppure Riva Mantovana. Il nuovo comune di Borgo Mantovano è operativo dal 1º gennaio 2018.

### Simboli
Lo stemma di Revere era stato concesso con decreto del presidente della Repubblica del 26 aprile 1991.
(D.P.R. 26 aprile 1991)

## Monumenti e luoghi d'interesse
- Chiesa parrocchiale della Beata Vergine Maria, dedicata all'Annunciazione. Leggermente obliqua rispetto all`asse stradale, la parrocchiale di Revere è tradizionalmente attribuita al ticinese Giovanni Maria Borsotto. Caratterizzata da una facciata settecentesca, presenta al suo interno una navata unica con aperture ad arco che immettono alle cappelle laterali, comunicanti tra loro; l'architettura è valorizzata dai dipinti che accompagnano tutta la superficie con diversi ornati e scene illustrate tra cui affreschi di Giuseppe Milani da Parma e pale d'altare di Giuseppe Bazzani.
All'interno e sul paramento murario esterno due lapidi ricordano don Bartolomeo Grazioli, che per dieci anni fu parroco a Revere, i cui resti, dopo il martirio a Belfiore, sono stati qui traslati nel 1867[20]. 
La chiesa parrocchiale di Revere è stata colpita dal sisma del 20 e 29 maggio 2012 che ha interessato l'Emilia-Romagna e il basso mantovano.[21]
- Piazza Castello. Vi sorgeva un castello, eretto verso il 1125 dai modenesi, del quale resta una torre.
- Palazzo Ducale, realizzato nel Quattrocento da Luca Fancelli per Ludovico III Gonzaga, a pianta quadrata, con portale marmoreo e cortile porticato su tre lati[15]. All'interno del Palazzo Ducale è allestito il Museo del Po[22].
- Mulino natante. Ricostruzione funzionante di un mulino natante presente sulle sponde del Po di Revere fino al '900. Il Mulino Natante è un'appendice esterna del Museo del Po.
- Arco dell'Orologio
- Oratorio di San Biagio in località Zello[10]

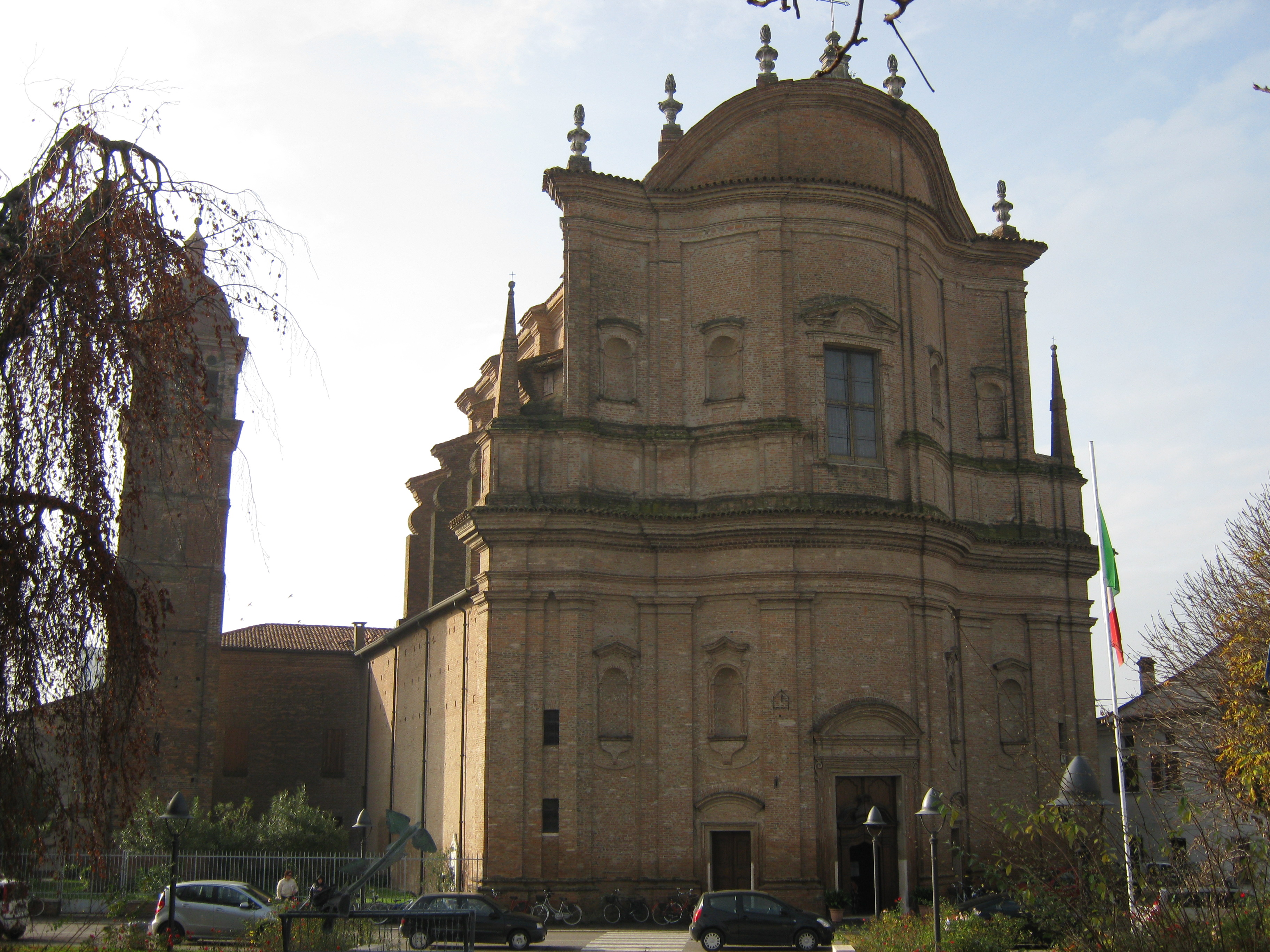
Chiesa parrocchiale
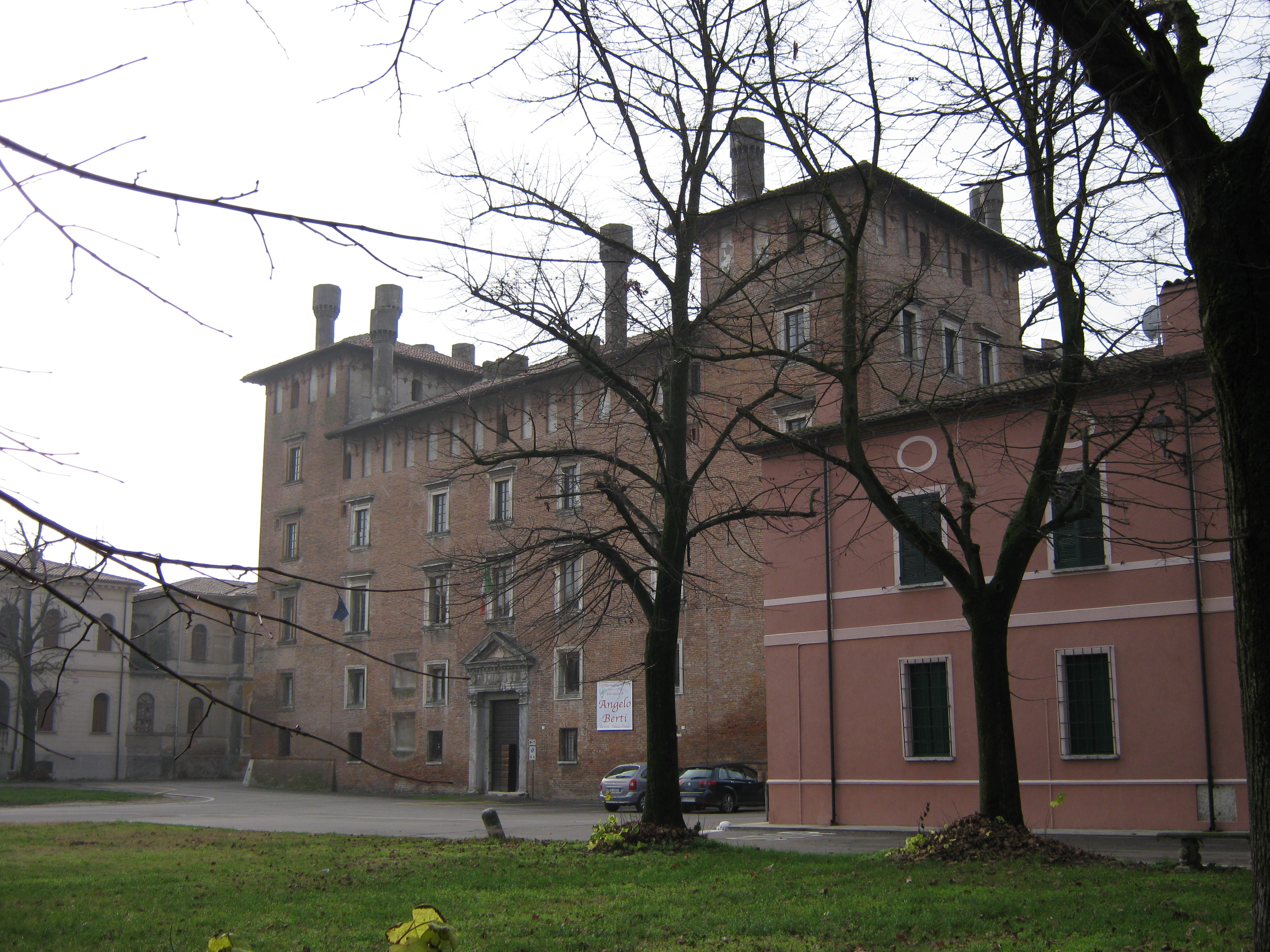
Palazzo Ducale
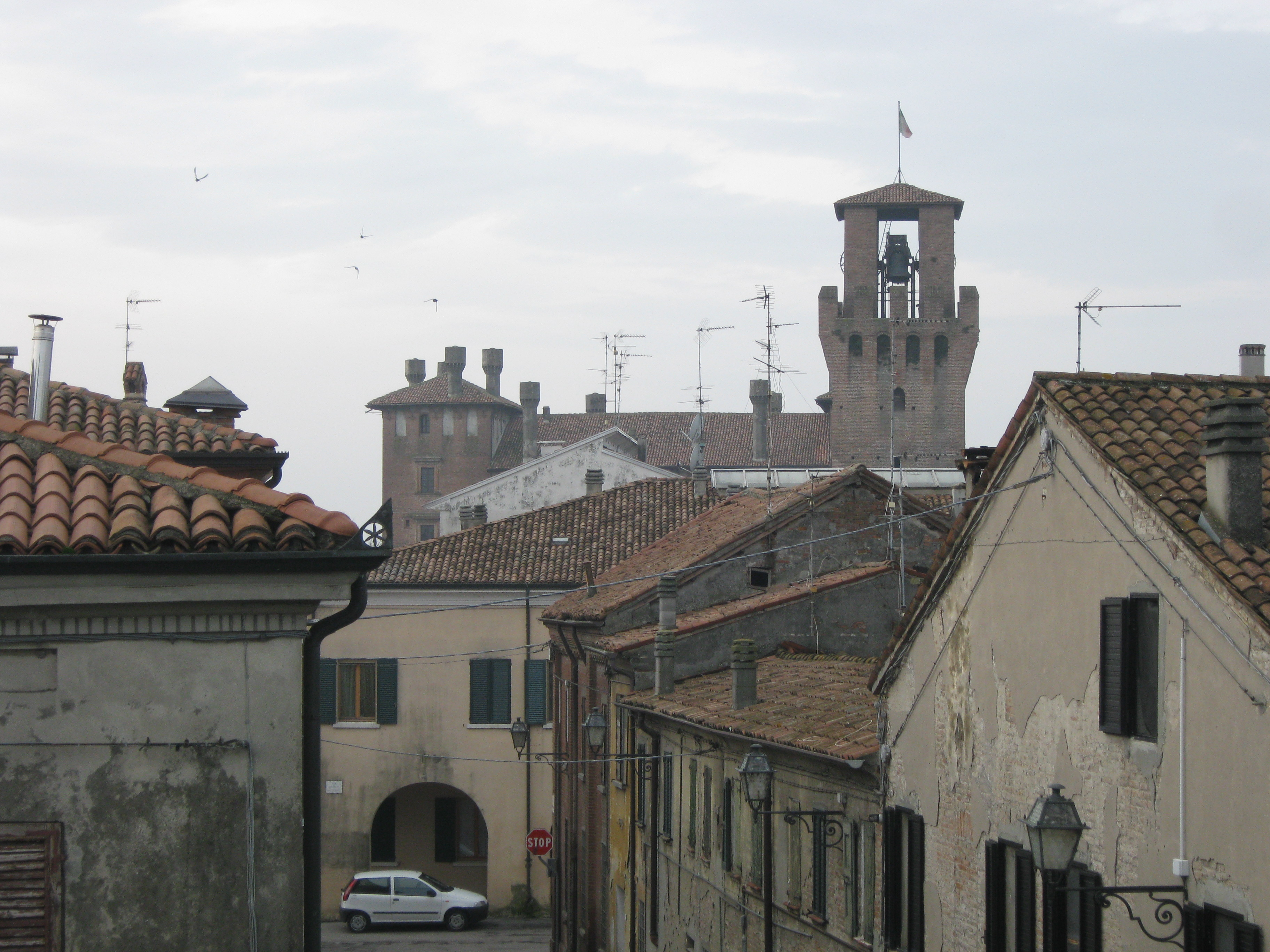
Veduta dall'argine del Po
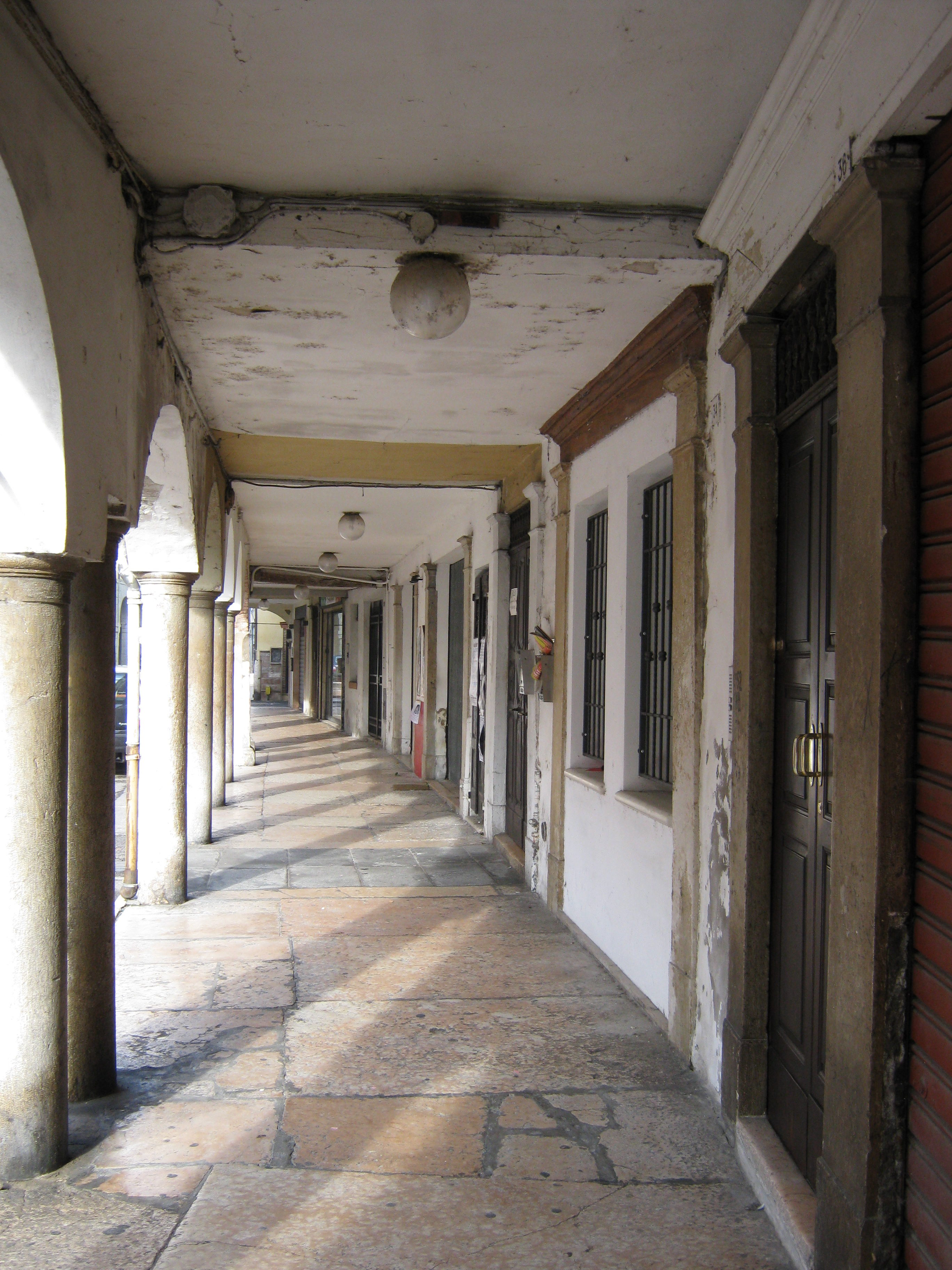
Portici
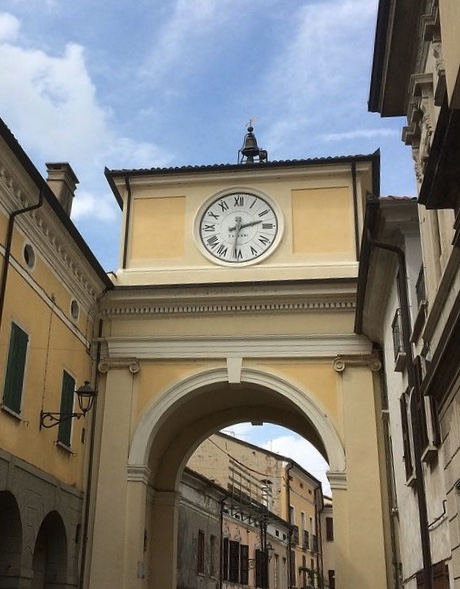
Arco dell'Orologio

## Società

### Evoluzione demografica
Abitanti censiti

## Cultura

### Musei
- Museo del Po.
- Collezione museale della Zappa, a Zello.[24]: collezione di strumenti agricoli di Lino Casoni, simbolo della civiltà contadina del territorio mantovano.

### Scuole
- Scuola dell'Infanzia Don Zeno Saltini.[25]
- Scuola Primaria Don Bartolomeo Grazioli.[26]
- Scuola Secondaria di Primo Grado Don Bartolomeo Grazioli.[27]

### Biblioteche
Biblioteca Municipale di Revere.

### Teatri
Cinema Teatro Ducale di Revere.

### Feste e Sagre
Fiera di Santa Mostiola.

### Lingue e Dialetti
A Revere oltre alla lingua italiana è comunemente parlato il dialetto mantovano.

## Sport

### Tiro a Segno Nazionale
Risalente alla fine nel Ottocento, a Revere, è presente il Tiro a segno Nazionale..

## Infrastrutture e trasporti

### Strade
La località di Revere è attraversata dalla strada statale SS12 dell'Abetone del Brennero al Km 236 al Km 238, inizio del Ponte sul Po tra Revere e Ostiglia e dalla strada Provinciale 38 Revere-Zello-Poggio Rusco.

### Ferrovie
Il territorio di Revere è attraversato dalla ferrovia Bologna-Verona, ma non sono previste fermate, in quanto a seguito del raddoppio della linea fu dismessa la stazione di Revere Ponte, mentre quella di Revere Scalo è oggi utilizzata soltanto da treni merci. Le stazioni di riferimento sono la stazione di Ostiglia e la stazione di Poggio Rusco. 

### Mobilità urbana
L'abitato di Revere è attraversato da alcune linee di bus gestite da APAM: la linea 31B (Quistello-Ostiglia). Linee 35 (Mantova-Poggio Rusco-Mirandola) 60 (Ostiglia-Sermide-Felonica), Linea 33 (Ostiglia-Magnacavallo-Sermide) che attraversa l'abitato Zello, quest'ultima solo durante il periodo scolastico. 

### Piste ciclabili
La ciclabile EuroVelo 8 corre sugli argini del Fiume Po e attraversa il territorio di Revere. 
Revere è inserito nel percorso ciclabile "I Gonzaga e i palazzi del potere nell'Oltrepò" (Itinerario numero 4) realizzato dal Consorzio Oltrepò Mantovano. Il percorso ha lo scopo di valorizzare il turismo culturale ed ecosostenibile nella zona.

### Via Carolingia
Revere è attraversato dalla Via Carolingia, un cammino che attraversa la provincia di Mantova da Castiglione delle Stiviere a Quatrelle (Sermide e Felonica) e prevede diverse tappe. Il tracciato segue l'argine del fiume Po e fa parte della tappa 6 del cammino (Mirasole-Revere).